# Magnetický zápis

Podélný a kolmý zápis

Magnetický zápis je způsob ukládání a čtení informace pomocí magnetického pole, který umožňuje její zpracování počítačem. Digitální informace, posloupnost jedniček a nul, je zde zobrazena pomocí magnetických veličin. V praxi se k tomu využívá orientace vektoru magnetické indukce. Analogový magnetický zápis se užíval u záznamových zařízení zvuku a obrazu (magnetofon, Ampex), digitální magnetický zápis u páskových pamětí a bubnů, u disků a disket a později i u nejrůznějších magnetických karet,

## Podélný zápis (Longitudinal Magnetic Recording – LMR)
Jednotlivé bity, interpretované jako malá opačně orientovaná magnetická pole, se uchovávají jako vektory rovnoběžné s plotnou disku. Tímto způsobem lze však dosáhnout hustoty zápisu jen kolem 150 gigabitů na čtverečný palec. Při vyšších hustotách dochází vlivem paramagnetismu k samovolné ztrátě uložených dat. Při této hustotě jednotlivých magnetických polí, bitů, se již nedaří udržet jednotlivá pole izolovaná. Ta se pak vzájemně ovlivňují a dochází ke ztrátě uložené informace. Superparamagnetismus je přirozený fyzikální jev, nejedná se tedy o konstrukční nedokonalost disku či technickou bariéru, nýbrž o fyzikální mez této metody.

## Kolmý zápis (Perpendicular Magnetic Recording – PMR)
V roce 1984 předvedl profesor Jack Judy první disk s kolmým zápisem a IBM předvedla disketovou mechaniku s kapacitou 5 MB. Roku 2005 uvedla Toshiba na trh první pevný disk využívající technologii kolmého zápisu. Vektory magnetické indukce jednotlivých bitů zde nejsou orientovány rovnoběžně s plotnou, nýbrž kolmo na ni. Tím je možné zvýšit kapacitu pevných disků až desetinásobně a přiblížit se hranici hustoty 1 terabit na čtverečný palec. V současné době se v laboratořích dosáhlo hustot mezi 800 a 900 gigabity na čtverečný palec. Roku 2009 přesáhla kapacita disků (Hitachi, Seagate) o průměru 2,5″ 1 TB. Disky s PMR rychle ovládly pole a podélný záznam se už u disků neužívá. S novou technologií však přichází i větší technologická náročnost řešení. Pro potřeby kolmého zápisu bylo nutné vyvinout novou diskovou hlavu pro zápis a přidat pod datovou vrstvu ještě vrstvu z magneticky měkkého materiálu. Obě tyto novinky pomáhají optimalizovat magnetické pole indukované hlavou disku a tím umožňují přesnější zaostření a následný zápis na konkrétní místo disku.